# Socialdemócratas (Dinamarca)
Los Socialdemócratas (en danés, Socialdemokraterne, pronunciado /soˈɕɛˀlte̝moˌkʰʁɑˀtɐnə/), oficialmente el Partido Socialdemócrata o simplemente Socialdemocracia (en danés: Socialdemokratiet, pronunciado /soˈɕɛˀlte̝mokʰʁɑˌtsʰiˀð̩/), es un partido político socialdemócrata en Dinamarca y es uno de los partidos más antiguos de Europa. Es miembro del Partido de los Socialistas Europeos y poseen tres eurodiputados en el Parlamento Europeo. Actualmente es la primera fuerza política con 50 escaños en el parlamento danés (Folketing), siendo su principal oposición el partido liberal Venstre.  
Fundado por Louis Pio en 1871, el partido ingresó por primera vez al Folketing en las elecciones parlamentarias de 1884. A inicios del siglo XX, se convirtió en el partido con mayor representación en el Folketing, distinción que mantendría durante 77 años. Primero formó un gobierno después de las elecciones al Folketing de 1924 bajo el liderazgo de Thorvald Stauning, el primer ministro danés con más años en el cargo en el siglo XX. Durante el gobierno de Stauning, que duró hasta las elecciones al Folketing de 1926, los socialdemócratas ejercieron una profunda influencia en la sociedad danesa, sentando las bases del estado de bienestar danés.  
De 2002 a 2016, el partido utilizó el nombre Socialdemokraterne en algunos contextos. El partido fue miembro de la Internacional Obrera y Socialista desde 1923 hasta 1940. Miembro de la Internacional Socialista hasta 2017, cuando el partido se retiró para unirse a la Alianza Progresista, fundada en 2013. 
El partido fue el socio principal de la coalición en el gobierno desde las elecciones al Folketing de 2011, con la entonces líder del partido Helle Thorning-Schmidt como primera ministra. Después de las elecciones al Folketing de 2015, el partido perdió el gobierno, aunque recuperó la posición como el partido más grande del Folketing, con 47 de los 179 escaños. Thorning-Schmidt se retiró como líder del partido la noche de las elecciones como consecuencia directa de la pérdida del control del gobierno y fue reemplazada el 28 de junio de 2015 por la exvicepresidenta del partido, Mette Frederiksen, quien hizo que el partido volviera a la izquierda en economía mientras criticaba la inmigración masiva.

## Reseña
El partido remonta su propia historia a la Asociación Internacional del Trabajo, fundada en 1871 y prohibida en 1873, parcialmente reorganizada en el Partido Laborista Socialdemócrata que en 1876 emitió el programa Gimle, pero como partido político formal se fundó por primera vez en 1878 como Federación Socialdemócrata. Este nombre fue llevado formalmente por el partido durante casi cien años, aunque en la práctica también utilizó varios otros nombres hasta que cambió su nombre a Socialdemocracia en 1965. En un congreso en Aalborg en 2002, el partido cambió su nombre a Socialdemócratas, pero a partir de 2016 nuevamente solo se usa Socialdemocracia.
El partido tiene la letra A como símbolo, aunque la abreviatura S se usa a menudo en los medios. El símbolo clásico del partido es una rosa roja y en los últimos tiempos una A en un círculo rojo. Aparte del color rojo socialista clásico, el partido ha adoptado recientemente un color rojo más claro llamado naranja de competición.
El partido fue miembro de la Internacional Obrera y Socialista entre 1923 y 1940. Ahora es miembro de la Alianza Progresista, una asociación de partidos socialdemócratas progresistas. Los socialdemócratas también son miembros del Partido de los Socialistas Europeos, mientras que los eurodiputados del partido forman parte del grupo Socialistas y Demócratas.

## Historia

### sigloXIX

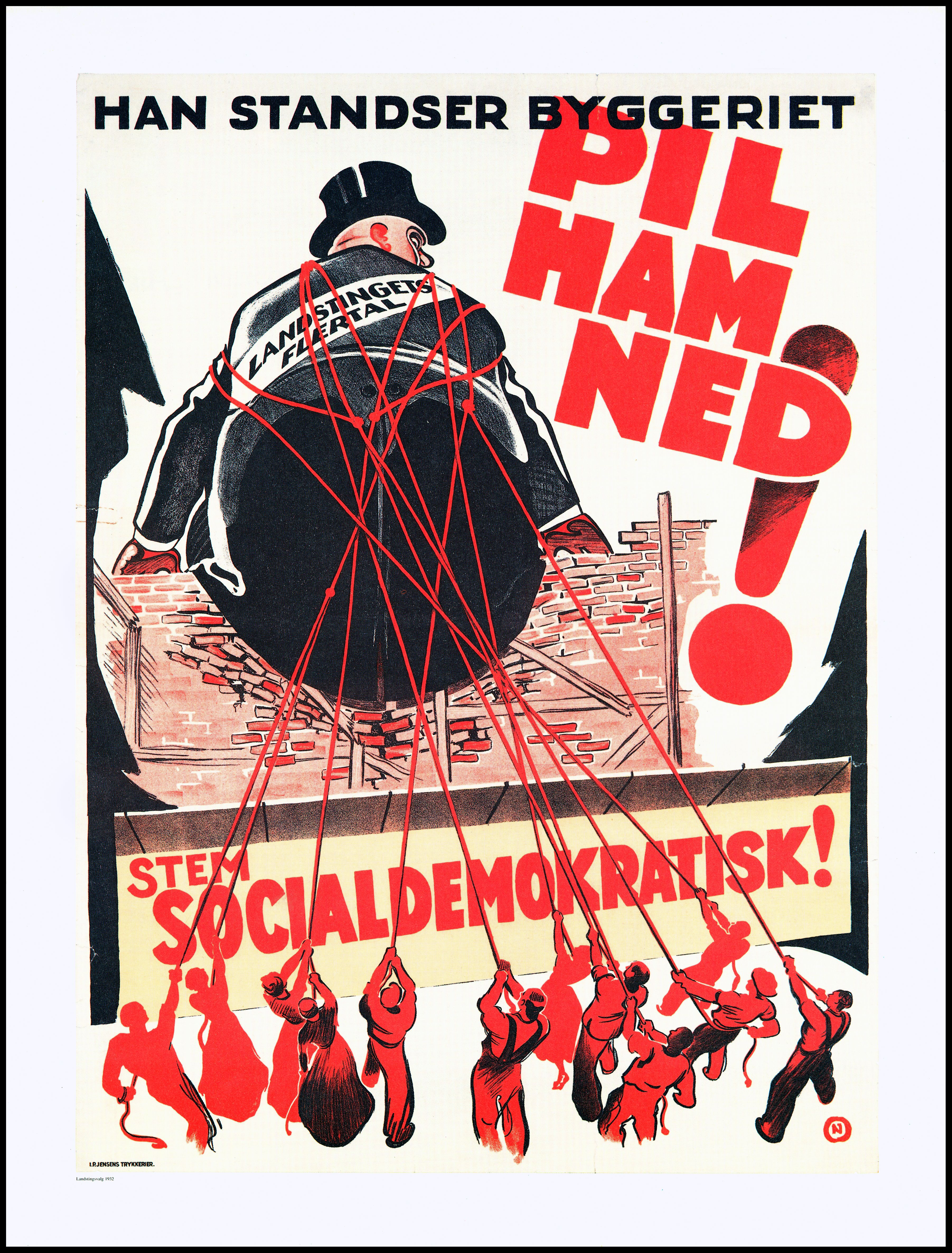
Cartel de las elecciones al Folketing de 1932

El partido fue fundado en 1871 por Louis Pio, Harald Brix y Paul Geleff. El objetivo era organizar a la clase obrera emergente sobre una base democrática y socialista. La industrialización de Dinamarca comenzó a mediados del siglo XIX y un período de rápida urbanización dio lugar a una clase emergente de trabajadores urbanos. El movimiento socialdemócrata surgió del deseo de otorgar a este grupo derechos políticos y representación en el Folketing, el parlamento danés. En 1876, el partido celebró una conferencia anual, adoptando el primer manifiesto del partido. La política establecida fue la siguiente: 

El Partido Laborista Socialdemócrata Danés trabaja de forma nacional, pero está convencido del carácter internacional del movimiento obrero , dispuesto a sacrificarlo todo y cumplir todas las obligaciones de entregar: libertad, igualdad y fraternidad entre todas las naciones.

En 1884, el partido eligió a sus dos primeros parlamentarios, Peter Thygesen Holm y Chresten Hørdum.

### sigloXX
En 1906, el partido creó la Asociación de la Juventud Socialdemócrata, que duró hasta 1920 cuando se fundó la Juventud Socialdemócrata de Dinamarca y el ala juvenil actual del partido.

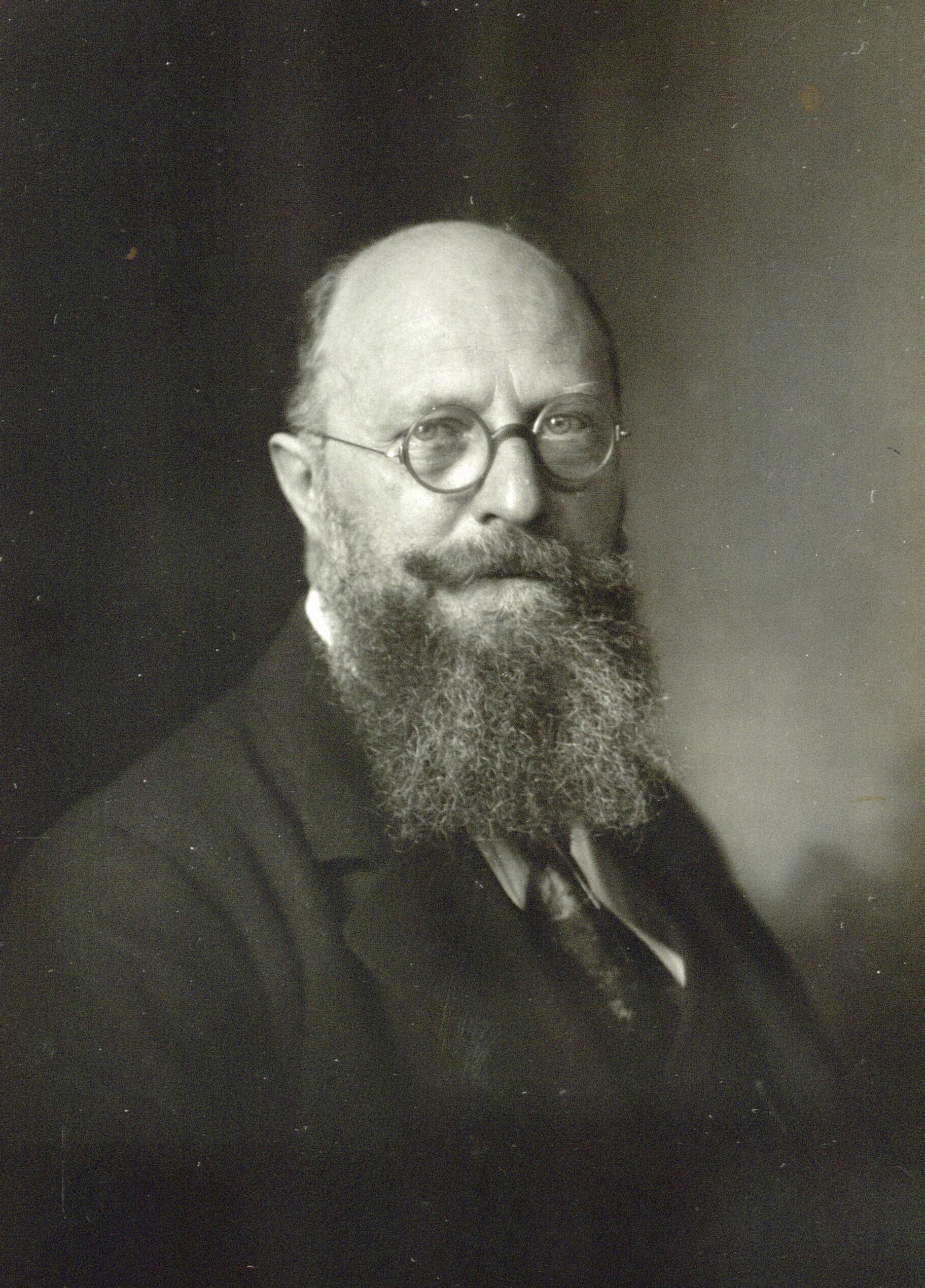
Retrato de Thorvald Stauning, figura central del partido en el siglo XX, es quien ha estado por más tiempo en el cargo de primer ministro y en sus gobiernos se sentaron las bases del estado de bienestar.

En las elecciones parlamentarias de 1924, el partido obtuvo la mayoría con el 36,6% de los votos y formó su primer gobierno con Thorvald Stauning como primer ministro. Ese mismo año, nombró a Nina Bang como la primera ministra mujer del mundo, nueve años después de que se implantara el sufragio femenino en Dinamarca. Stauning permaneció en el poder hasta su muerte en 1942 y su partido sentó las bases del estado de bienestar danés basado en una estrecha colaboración entre los sindicatos y el gobierno.
En enero de 1933, el gobierno de Stauning entró en lo que entonces era el acuerdo más extenso hasta ese momento en la política danesa, el acuerdo de Kanslergade (en danés, Kanslergadeforliget) con el partido liberal Venstre. El acuerdo fue nombrado por el departamento de Stauning en Kanslergade, en Copenhague, e incluía amplios subsidios agrícolas y reformas de la legislación y la administración en el sector social. En 1935, Stauning fue reelegido con el famoso lema "Stauning o el Caos".
El cuarto gobierno de Stauning duró hasta la ocupación nazi de Dinamarca en 1940, cuando el gobierno se amplió con el objetivo de incluir a todos los partidos políticos para un gobierno de unidad nacional, mientras el gobierno danés seguía una política de colaboración con los ocupantes alemanes. Durante la década de 1940 y hasta 1972, los primeros ministros de Dinamarca fueron todos del partido.

### Coalición del gobierno de Poul Nyrup Rasmussen: 1993–2001
La política social de los socialdemócratas a lo largo de la década de 1990 y el inicio del siglo XXI implicó una importante redistribución de los ingresos y el mantenimiento de un gran aparato estatal con servicios públicos básicos financiados colectivamente como la salud pública, la educación y la infraestructura.
Los gobiernos de coalición liderados por los socialdemócratas (los gobiernos I, II, III y IV de Poul Nyrup Rasmussen) implementaron el sistema conocido como flexiguridad (flexibilidad y seguridad social), mezclando los fuertes beneficios de desempleo escandinavos con leyes laborales desreguladas, facilitando que los empleadores despidan y recontraten personas para fomentar el crecimiento económico y reducir el desempleo.
Los gobiernos de Poul Nyrup Rasmussen mantuvieron una mayoría parlamentaria durante el período de 1993 a 2001 gracias al apoyo del Partido Popular Socialista y la Alianza Roji-Verde.
Hacia fines de la década de 1990, un superávit comercial de 30 000 millones de coronas (4.900 millones de dólares) se convirtió en déficit. Para combatir esto, el gobierno aumentó los impuestos, limitando el consumo privado. La iniciativa de 1998, denominada Pentecostés (en danés: Pinsepakken) por momento del año en que se emitió, no fue universalmente popular entre el electorado, lo que pudo haber sido un factor en la derrota de los socialdemócratas en las elecciones al Folketing de 2001.

### En la oposición: 2001-2011
Después de ser derrotado por Venstre en las elecciones parlamentarias de 2001, la presidencia del partido recayó en el exministro de Hacienda y Relaciones Exteriores Mogens Lykketoft. Tras otra derrota en las elecciones parlamentarias de 2005, Lykketoft anunció su dimisión como líder del partido y en un congreso extraordinario el 12 de marzo se decidió que todos los miembros del partido votarían en la elección de un nuevo líder del partido. Los dos contendientes por el liderazgo representaban las dos alas del partido, con Helle Thorning-Schmidt como centrista y Frank Jensen como un poco más a la izquierda. El 12 de abril de 2005, Thorning-Schmidt fue elegida nueva líder.

### Gobierno de coalición de Helle Thorning-Schmidt: 2011-2015
En las elecciones al Folketing de 2011, los socialdemócratas obtuvieron 44 escaños en el parlamento, el número más bajo desde 1953. No obstante, el partido logró establecer un gobierno minoritario con el Partido Social Liberal y el Partido Popular Socialista. La coalición de centro-derecha liderada por Venstre perdió el poder frente a una coalición de centro-izquierda liderada por los socialdemócratas, lo que convirtió a Thorning-Schmidt en la primera mujer primera ministra del país. El Partido Social Liberal y el Partido Popular Socialista se convirtieron en parte del gobierno de coalición tripartito de centro izquierda. El nuevo parlamento se reunió el 4 de octubre. El gobierno revocó la legislación contra la inmigración promulgada por el gobierno anterior y aprobó una reforma fiscal con el apoyo de la oposición liberal-conservadora. La reforma fiscal elevó el umbral impositivo máximo, reduciendo efectivamente las tasas impositivas para los ciudadanos más ricos. El objetivo de la reforma tributaria era aumentar la producción de los trabajadores para evitar una escasez de mano de obra proyectada en las próximas décadas. El objetivo declarado era incentivar a los daneses a trabajar más para compensar la disminución de la fuerza laboral mediante la reducción de impuestos sobre los salarios y la reducción gradual de los pagos de asistencia social a quienes estuvieran fuera del mercado laboral para aumentar el beneficio económico de trabajar en relación con recibir asistencia social.
El 3 de febrero de 2014, el Partido Popular Socialista abandonó el gobierno en protesta por la venta de acciones de la empresa pública de energía DONG Energy al banco de inversión Goldman Sachs. Debido al estatus de minoría del gobierno y su dependencia del apoyo del Partido Social Liberal, el gobierno tuvo que deshacerse de muchas de las políticas que la coalición Socialdemócratas-Partido Popular Socialista había propuesto durante la campaña. Aunque los críticos acusaron al gobierno de incumplir sus promesas, otros estudios argumentaron que logró la mitad de sus objetivos declarados, culpando en cambio a las malas estrategias de relaciones públicas por su imagen pública cada vez más negativa. El gobierno siguió una agenda de compromiso centrista, construyendo varias reformas con el apoyo de ambos lados del parlamento. Esto provocó fricciones con quienes les brindaban apoyo, la Alianza Roji-Verde, que se mantuvo sin influencia.

### En la oposición: 2015-2019
En las elecciones parlamentarias de 2015, los socialdemócratas ganaron más escaños y se convirtieron nuevamente en el partido más grande en el parlamento desde 2001, pero perdieron el gobierno porque los partidos de derecha tenían mayoría. Los resultados de las elecciones de 2015 y la derrota del bloque de izquierda llevaron a Thorning-Schmidt a dimitir como primera ministra en la noche de las elecciones y dejar paso a la próxima líder, Mette Frederiksen. Bajo el liderazgo de Frederiksen, los socialdemócratas votaron a favor de una ley que permitía a las autoridades danesas confiscar dinero, joyas y otros artículos valiosos que pudieran tener los refugiados que cruzaran la frontera, pesar de la dura condena del Consejo de Derechos Humanos de las Naciones Unidas y las comparaciones generalizadas entre el plan y el tratamiento de los judíos en la Europa ocupada por los nazis.
Del mismo modo, los socialdemócratas votaron a favor de una ley que prohibía el uso del burka y el niqab, mientras que se abstuvieron durante la votación de una ley de apretones de manos obligatorios, independientemente del sentimiento religioso, en las ceremonias de ciudadanía y en un plan para la alojar criminales solicitantes de asilo en una isla utilizada para la investigación de animales de enfermedades contagiosas. Frederiksen también respaldó al populista Partido Popular Danés de derecha en su impulso de cambio de paradigma para hacer la repatriación en vez de la integración como el objetivo de la política de asilo. Pidió un límite para los inmigrantes no occidentales, la expulsión de los solicitantes de asilo a un centro de recepción en el norte de África y el trabajo forzoso para los inmigrantes a cambio de beneficios. Al etiquetar las políticas económicas exteriores de Europa como demasiado liberales, Frederiksen criticó a otros partidos socialdemócratas por perder la confianza de sus votantes al no evitar que la globalización socave los derechos laborales, aumente la desigualdad y los exponga a una inmigración descontrolada.

### Gobiernos de Mette Frederiksen: 2019-presente
En las elecciones al Folketing de 2019, los socialdemócratas obtuvieron un escaño más y el bloque rojo de la oposición de partidos de izquierda y centro-izquierda (los Socialdemócratas, el Partido Social Liberal, el Partido Popular Socialista y la Alianza Roji-Verde) con el Partido Socialdemócrata de las Islas Feroe y los Inuit Ataqatigiit y Siumut de Groenlandia) obtuvieron una mayoría de 93 de los 179 escaños en el Folketing, mientras que el apoyo al Partido Popular Danés y la Alianza Liberal se derrumbó, costando a Lars Løkke Rasmussen su mayoría. Con el resultado fuera de toda duda en la noche de las elecciones, Rasmussen admitió la derrota y Frederiksen fue encomendada por la reina Margarita II para liderar las negociaciones con el objetivo de formar un nuevo gobierno. El 27 de junio de 2019, Frederiksen logró formar un gobierno minoritario exclusivamente socialdemócrata apoyado por el bloque rojo, convirtiéndose en la segunda mujer en el cargo después de Thorning-Schmidt y en la primera ministra más joven de la historia danesa en esa época con 41 años.
A pesar de haber adoptado una postura en contra de la inmigración durante las elecciones, Frederiksen cambió su postura sobre la inmigración al permitir más mano de obra extranjera y revertir los planes del gobierno de mantener a los criminales extranjeros fuera del país después de ganar el gobierno.
En 2022, Frederiksen convocó a elecciones al Folketing anticipadas debido al caso de los visones. El partido siguió siendo la primera fuerza en el parlamento al lograr 50 de los 179 escaños. Luego 42 días de negociaciones se anunció que se conformaría un nuevo gobierno formado por los Socialdemócratas, Venstre y los Moderados.

## Plataforma
Desde su fundación, el lema del partido ha sido "Libertad, Igualdad y Fraternidad" y estos valores todavía se mantienen como centrales en el programa del partido. En el programa político, estos valores se describen como coherentes con un enfoque de solidaridad con los más pobres y el bienestar social de quienes lo necesitan, con responsabilidad individual en relación con los demás miembros de la sociedad y con una mayor implicación en el proyecto político europeo.
Además de adoptar una economía más de izquierda, el partido se ha vuelto cada vez más escéptico de la inmigración masiva liberal desde un punto de vista de izquierda, ya que cree que ha tenido impactos negativos para gran parte de la población, un tema más urgente desde al menos 2001, después de los ataques del 11 de septiembre que se intensificaron durante la crisis migratoria europea de 2015, incluida la opinión de que la percepción de adoptar la Tercera Vía y practicar una economía centrista, neoliberal y apoyar una globalización irrestricta contribuyó a su pobre desempeño electoral a principios del siglo XXI.
En una biografía reciente, la líder del partido y primera ministra danesa Mette Frederiksen aseguró: "Para mí, es cada vez más claro que el precio de la globalización no regulada, la inmigración masiva y la libre circulación de trabajadores lo pagan las clases bajas".

## Liderazgo político
La actual líder del partido es Mette Frederiksen. Sucedió a Helle Thorning-Schmidt, quien renunció tras la derrota del bloque de izquierda en las elecciones parlamentarias de 2015. Los líderes adjuntos del partido son el alcalde de Copenhague Frank Jensen y Mogens Jensen. El secretario general es Jan Juul Christensen y Flemming Møller Mortensen es el líder del grupo de los socialdemócratas en el Folketing.

## Presidentes del partido
| Nombre                      | Fotografía | Inicio | Fin      | Otros cargos |
| --------------------------- | ---------- | ------ | -------- | --- |
| Peter Knudsen               |            | 1882   | 1910     | Diputado del Folketing (1898-1909) |
| Thorvald Stauning           |            | 1910   | 1939     | Primer ministro de Dinamarca (1929-1942; 1924-1926) |
| Hans Hedtoft                |            | 1939   | 1955     | Primer ministro de Dinamarca (1953-1955; 1947-1950) |
| Hans Christian Svane Hansen |            | 1955   | 1960     | Primer ministro de Dinamarca (1955-1960) Ministro de Finanzas (1947-1950; mayo-noviembre de 1945) |
| Viggo Kampmann              |            | 1960   | 1962     | Primer ministro de Dinamarca (1960-1962) Ministro de Finanzas (1953-1960; septiembre-octubre de 1950) |
| Jens Otto Krag              |            | 1962   | 1972     | Primer ministro de Dinamarca (1971-1972; 1962-1968) Ministro de Relaciones Exteriores (1966-1967; 1958-1962) Ministro de Relaciones Exteriores Financieras (1958-1962) Ministro de Economía y Trabajo (1953-1957) Ministro de Comercio (1947-1950)                |
| Anker Jørgensen             |            | 1973   | 1987     | Primer ministro de Dinamarca (1975-1982; 1972-1973) Ministro de Relaciones Exteriores (julio-agosto de 1978) |
| Svend Auken                 |            | 1987   | 1992     | Ministro del Medio Ambiente (1993-2001) Diputado del Folketing (1971-2009) |
| Poul Nyrup Rasmussen        |            | 1992   | 2002     | Primer ministro de Dinamarca (1993-2001) Presidente del Partido de los Socialistas Europeos (2004-2011) Diputado del Parlamento Europeo (2004-2009) Diputado del Folketing (1988-2004)                                                                            |
| Mogens Lykketoft            |            | 2002   | 2005     | Presidente de la Asamblea General de las Naciones Unidas (2015-2016) Presidente del Folketing (2011-2015) Ministro de Relaciones Exteriores (2000-2001) Ministro de Finanzas (1993-2000) Diputado del Folketing (1981-presente) Ministro de Impuestos (1980-1981) |
| Helle Thorning-Schmidt      |            | 2005   | 2015     | Primera ministra de Dinamarca (2011-2015) Presidenta del Consejo de la Unión Europea (enero-junio de 2012) Diputada del Folketing (2005-presente) Diputada del Parlamento Europeo (1999-2004)                                                                     |
| Mette Frederiksen           |            | 2015   | presente | Primera ministra de Dinamarca (2019-presente) Ministra de Justicia (2014-2015) Ministra de Trabajo (2011-2014) Diputada del Folketing (2001-presente) |

## Resultados electorales
Los socialdemócratas gobernaron Dinamarca durante la mayor parte del siglo XX, con algunos intermedios como el gobierno de Poul Schlüter, liderado por el Partido Popular Conservador, en la década de 1980. Continuó siendo el partido más grande de Dinamarca hasta 2001, cuando el partido liberal Venstre de Anders Fogh Rasmussen obtuvo una victoria aplastante, convirtiéndose en el partido más grande y formando un gobierno de centro derecha. Los socialdemócratas volvieron al gobierno de 2011 a 2015 y desde 2019.

### Folketing
| Elección  | Votos          | Votos | Escaños | Escaños | Resultado                       |
| Elección  | N.º            | %     | N.º     | +/-     | Resultado                       |
| --------- | -------------- | ----- | ------- | ------- | ------------------------------- |
| 1884      | 7.000 (#3)     | 4,9   | 2/102   | 2       | Oposición                       |
| 1887      | 8.000 (#3)     | 3,5   | 1/102   | 1       | Oposición                       |
| 1890      | 17.000 (#3)    | 7,3   | 3/102   | 2       | Oposición                       |
| 1892      | 20.000 (#4)    | 8,9   | 2/102   | 1       | Oposición                       |
| 1895      | 24.510 (#4)    | 11,3  | 8/114   | 6       | Oposición                       |
| 1898      | 31.870 (#4)    | 14,2  | 12/114  | 4       | Oposición                       |
| 1901      | 38.398 (#3)    | 17,1  | 14/114  | 2       | Oposición                       |
| 1903      | 48.117 (#2)    | 20,4  | 16/114  | 2       | Oposición                       |
| 1906      | 76.612 (#2)    | 25,4  | 24/114  | 8       | Oposición                       |
| 1909      | 93.079 (#2)    | 28,7  | 24/114  | 0       | Apoyo externo                   |
| 1910      | 98.718 (#2)    | 28,3  | 24/114  | 0       | Oposición                       |
| 1913      | 107.365 (#2)   | 29,6  | 32/114  | 8       | Apoyo externo                   |
| 1915      | 1.134 (#2)     | 8,8   | 32/112  | 0       | Apoyo externo                   |
| 1918      | 262.796 (#2)   | 28,7  | 39/140  | 7       | Apoyo externo                   |
| Abr.-1920 | 300.345 (#2)   | 29,3  | 42/140  | 3       | Oposición                       |
| Jul.-1920 | 285.166 (#2)   | 29,9  | 42/140  | 0       | Oposición                       |
| Sep.-1920 | 389.653 (#2)   | 32,2  | 48/149  | 6       | Oposición                       |
| 1924      | 469.949 (#1)   | 36,6  | 55/149  | 7       | Gobierno en minoría             |
| 1926      | 497.106 (#1)   | 37,2  | 53/149  | 2       | Oposición                       |
| 1929      | 593.191 (#1)   | 41,8  | 61/149  | 8       | En coalición                    |
| 1932      | 660.839 (#1)   | 42,7  | 62/149  | 1       | En coalición                    |
| 1935      | 759.102 (#1)   | 46,1  | 68/149  | 6       | En coalición                    |
| 1939      | 729.619 (#1)   | 42,9  | 64/149  | 4       | En coalición                    |
| 1943      | 894.632 (#1)   | 44,5  | 66/149  | 2       | En coalición                    |
| 1945      | 671.755 (#1)   | 32,8  | 48/149  | 18      | Oposición                       |
| 1947      | 834.089 (#1)   | 40,0  | 57/150  | 9       | Gobierno en minoría             |
| 1950      | 813.224 (#1)   | 39,6  | 59/151  | 2       | Oposición                       |
| Abr.-1953 | 836.507 (#1)   | 40,4  | 61/151  | 2       | Oposición                       |
| Sep.-1953 | 894.913 (#1)   | 41,3  | 74/177  | 13      | Gobierno en minoría             |
| 1957      | 910.170 (#1)   | 39,4  | 70/179  | 4       | En coalición                    |
| 1960      | 1.023.794 (#1) | 42,1  | 76/179  | 6       | En coalición                    |
| 1964      | 1.103.667 (#1) | 41,9  | 76/179  | 0       | Gobierno en minoría             |
| 1966      | 1.068.911 (#1) | 38,2  | 69/179  | 7       | Gobierno en minoría             |
| 1968      | 974.833 (#1)   | 34,2  | 62/179  | 7       | Oposición                       |
| 1971      | 1.074.777 (#1) | 37,3  | 70/179  | 8       | Gobierno en minoría             |
| 1973      | 783.145 (#1)   | 25,6  | 46/179  | 24      | Oposición                       |
| 1975      | 913.155 (#1)   | 29,9  | 53/179  | 7       | Gobierno en minoría             |
| 1977      | 1.150.355 (#1) | 37,0  | 65/179  | 12      | En coalición                    |
| 1979      | 1.213.456 (#1) | 38,3  | 68/179  | 3       | Gobierno en minoría             |
| 1981      | 1.026.726 (#1) | 32,9  | 59/179  | 9       | Gobierno en minoría (1981-1982) |
| 1981      | 1.026.726 (#1) | 32,9  | 59/179  | 9       | Oposición (1982-1984)           |
| 1984      | 1.062.561 (#1) | 31,6  | 56/179  | 3       | Oposición                       |
| 1987      | 985.906 (#1)   | 29,3  | 54/179  | 2       | Oposición                       |
| 1988      | 992.682 (#1)   | 29,8  | 55/179  | 1       | Oposición                       |
| 1990      | 1.211.121 (#1) | 37,4  | 69/179  | 14      | Oposición (1990-1993)           |
| 1990      | 1.211.121 (#1) | 37,4  | 69/179  | 14      | En coalición (1993-1994)        |
| 1994      | 1.150.048 (#1) | 34,6  | 62/179  | 7       | En coalición                    |
| 1998      | 1.223.620 (#1) | 35,9  | 63/179  | 1       | En coalición                    |
| 2001      | 1.003.323 (#2) | 29,1  | 52/179  | 11      | Oposición                       |
| 2005      | 867.349 (#2)   | 25,8  | 47/179  | 5       | Oposición                       |
| 2007      | 881.037 (#2)   | 25,5  | 45/179  | 2       | Oposición                       |
| 2011      | 879.725 (#2)   | 24,8  | 44/179  | 1       | En coalición                    |
| 2015      | 924.940 (#1)   | 21,1  | 47/179  | 3       | Oposición                       |
| 2019      | 914.882 (#1)   | 25,9  | 48/179  | 1       | Gobierno en minoría             |
| 2022      | 973.244 (#1)   | 27,5  | 50/179  | 2       | En coalición                    |

### Consejos Municipales
| Elección | Escaños     | Escaños |
| Elección | N.º         | +/-     |
| -------- | ----------- | ------- |
| 1925     | 1840/11 289 | Nuevo   |
| 1929     | 1957/11 329 | 117     |
| 1933     | 2218/11 424 | 261     |
| 1937     | 2496/11 425 | 278     |
| 1943     | 2713/10 569 | 217     |
| 1946     | 2975/11 488 | 262     |
| 1950     | 2960/11 499 | 15      |
| 1954     | 3139/11 505 | 179     |
| 1958     | 3023/11 529 | 116     |
| 1962     | 2196/11 414 | 827     |
| 1966     | 2638/10 005 | 442     |
| 1970     | 1769/4677   | 769     |
| 1974     | 1532/4735   | 237     |
| 1978     | 1704/4759   | 172     |
| 1981     | 1601/4769   | 103     |
| 1985     | 1722/4773   | 121     |
| 1989     | 1753/4737   | 31      |
| 1993     | 1700/4703   | 53      |
| 1997     | 1648/4685   | 52      |
| 2001     | 1551/4647   | 97      |
| 2005     | 900/2522    | 651     |
| 2009     | 801/2468    | 99      |
| 2013     | 773/2444    | 28      |
| 2017     | 842/2432    | 69      |

### Amty Consejos Regionales
| Elección | Escaños | Escaños |
| Elección | N.º     | +/-     |
| -------- | ------- | ------- |
| 1935     | 85/299  | Nuevo   |
| 1943     | 92/299  | 7       |
| 1946     | 94/299  | 2       |
| 1950     | 89/299  | 5       |
| 1954     | 97/299  | 8       |
| 1958     | 96/303  | 1       |
| 1962     | 100/301 | 4       |
| 1966     | 99/303  | 1       |
| 1970     | 162/366 | 63      |
| 1974     | 135/370 | 27      |
| 1978     | 144/370 | 9       |
| 1981     | 140/370 | 4       |
| 1985     | 143/374 | 3       |
| 1989     | 146/374 | 3       |
| 1993     | 136/374 | 10      |
| 1997     | 136/374 | 0       |
| 2001     | 129/374 | 7       |
| 2005     | 77/205  | 52      |
| 2009     | 68/205  | 9       |
| 2013     | 67/205  | 1       |
| 2017     | 70/205  | 3       |

### Parlamento Europeo
| Elección | Votos        | Votos | Escaños | Escaños     |
| Elección | N.º          | %     | N.º     | +/-         |
| -------- | ------------ | ----- | ------- | ----------- |
| 1979     | 382.487 (#1) | 21,8  | 3/16    | Nuevo       |
| 1984     | 387.098 (#3) | 19,34 | 3/16    | Sin cambios |
| 1989     | 417.076 (#1) | 23,31 | 4/16    | 1           |
| 1994     | 329.202 (#3) | 15,83 | 3/16    | 1           |
| 1999     | 324.256 (#2) | 16,46 | 3/16    | Sin cambios |
| 2004     | 618.409 (#1) | 32,65 | 5/14    | 2           |
| 2009     | 503.439 (#1) | 21,49 | 4/13    | 1           |
| 2014     | 435.245 (#2) | 19,12 | 3/13    | 1           |
| 2019     | 592.645 (#2) | 21,5  | 3/14    | Sin cambios |
| 2024     | 381.125 (#2) | 15,57 | 3/15    | Sin cambios |